# Malá dunajská nížina
Malá dunajská nížina, dříve také Malá uherská nížina (maďarsky Kisalföld čili „Malá nížina“, slovensky Malá dunajská kotlina, německy Kleine Ungarische Tiefebene) je významná středoevropská nížina, geomorfologická subprovincie Západopanonské pánve. Je rozdělena mezi severozápadní Maďarsko a jihozápadní Slovensko (kde tvoří takzvanou Podunajskou nížinu), a západním okrajem zasahuje také do Rakouska.

## Geografie

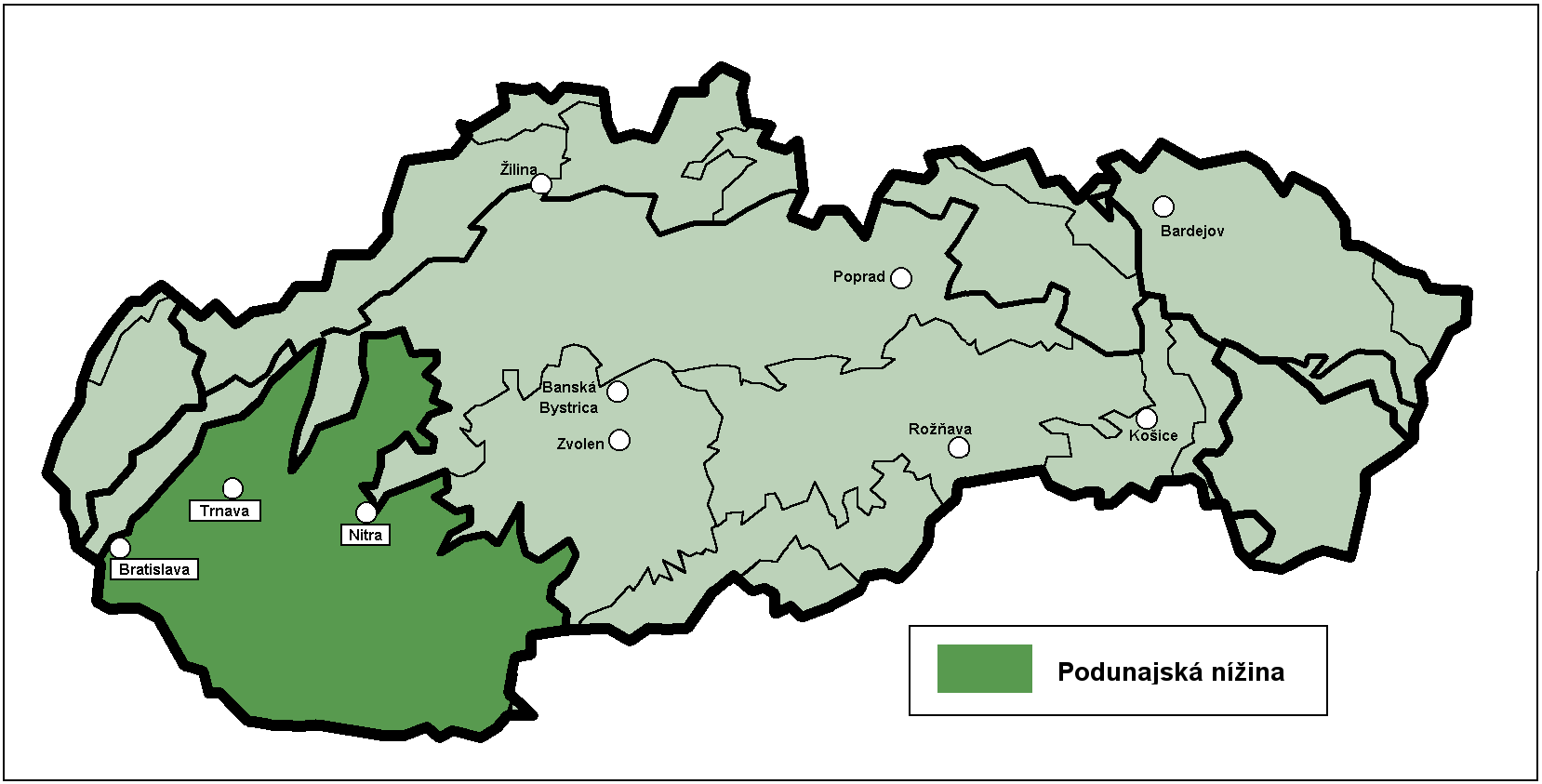
rozsah nížiny na Slovensku

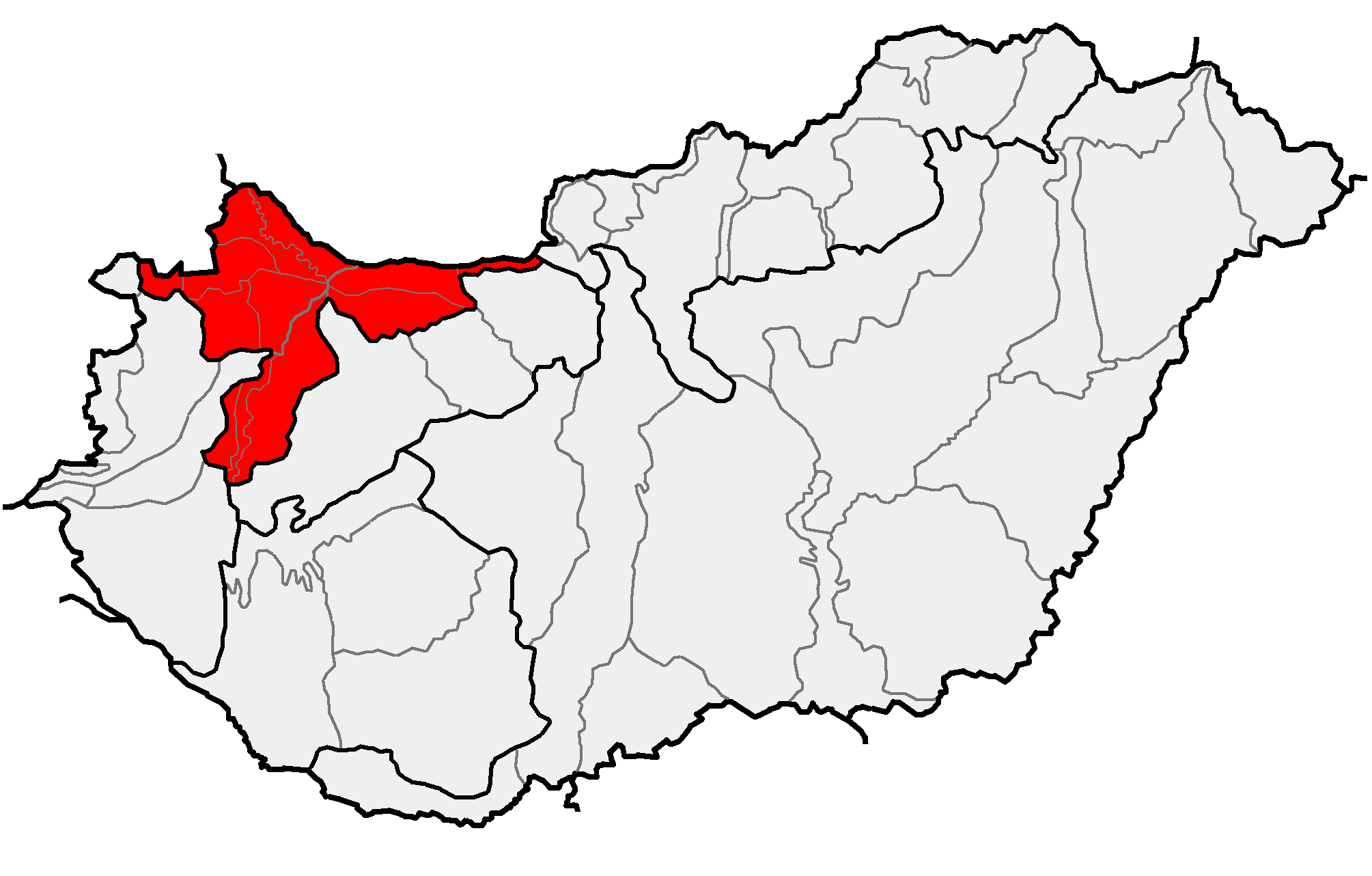
rozsah nížiny v Maďarsku

Je plochá nebo jen mírně zvlněná, má rozlohu asi 9 000 km² a leží ve výšce 110 až 150 metrů nad mořem. Prostírá se mezi alpským podhůřím, Vnitřními Západními Karpatami a Zadunajským středohořím.  Jejím středem protéká veletok Dunaj, po kterém je pojmenována. Vytváří v ní rozlehlou vnitrozemskou deltu, v níž se nachází Velký a Malý Žitný ostrov. Dunaj zde přijímá přítoky Váh, Nitru, Žitavu, Litavu a Rábu; na samém východním konci nížiny pak ještě Hron. Na západním okraji se rozkládá mělké stepní Neziderské jezero. 
V některých částech kotliny je poměrně vysoké riziko zemětřesení, seismicky nejaktivnější je komárenský zlom.
Do hloubi nížiny zasahuje několik horských pásem – na severu Považský Inovec a Tribeč a na jihu kopcovina Sokoró, jejíž součástí je např. Pannonhalma.
Největším sídlem přímo v nížině je maďarský Győr, na Slovensku pak Trnava. Na okrajích nížiny pak leží slovenské hlavní město Bratislava, středověké metropole Nitra a Ostřihom, nebo zemské hlavní město Eisenstadt. Dalšími významnými centry oblasti jsou Nové Zámky, dvojměstí Komárno-Komárom nebo Šoproň.

## Ochrana přírody a krajiny
V nížině se nacházejí velkoplošná chráněná území:
- CHKO Dunajské luhy (Slovensko)
- Národní park Fertő-Hanság (Maďarsko)
- Národní park Neusiedler See - Seewinkel (Rakousko)